# Cis indicus
Cis indicus es una especie de coleóptero de la familia Ciidae.

## Distribución geográfica
Habita en la India.